# Nati nel 1955/Senza giorno specificato
| Questa pagina contiene informazioni ricavate automaticamente dalle voci biografiche con l'ausilio del template Bio e di un bot. L'aggiornamento è periodico e automatico e ricostruisce completamente la pagina. Se manca una persona in questa lista, sei pregato di non aggiungerla, ma accertati piuttosto che la sua voce biografica contenga il template Bio e che i dati anagrafici siano correttamente compilati. Se il template Bio manca, inseriscilo tu stesso o, in alternativa, metti l'avviso {{tmp\|Bio}} che ne segnala la mancanza. Se i dati riportati sono sbagliati, correggi direttamente la voce biografica; le modifiche saranno visibili in questa lista entro pochi giorni. Per chiarimenti vedi il progetto biografie. La lista contiene solo le 222 persone che sono citate nell'enciclopedia e per le quali è stato implementato correttamente il template Bio. Pagina aggiornata al 18 lug 2025. |

- Dorit Abusch, scrittrice israeliana
- Ahmed Al-Haddad, religioso emiratino
- Muhammed Al-Jasser, economista e politico saudita
- Christine Albert, cantautrice statunitense
- Tayseer Allouni, giornalista siriano
- Andre Arnold, ex sciatore alpino austriaco
- Gianni Asdrubali, pittore italiano
- Dona Bailey, autrice di videogiochi statunitense
- Christoph Baker, funzionario e scrittore statunitense
- Blue Balliett, scrittrice statunitense
- Maurizia Barazzoni, soprano, musicologa e saggista italiana
- Alessandro Barchiesi, latinista e filologo classico italiano
- Linwood Barclay, scrittore statunitense
- Kylene Barker, modella statunitense
- Elisabetta Bartuli, traduttrice italiana
- Pietro Barzocchini, attore italiano
- Richard Bateman, botanico britannico
- Jo Ann Beard, scrittrice statunitense
- Steven Best, filosofo, scrittore e docente statunitense
- Bruce Bethke, scrittore statunitense
- David Bidussa, scrittore, giornalista e storico italiano
- Maria Rosaria Biondi, terrorista italiana
- Marilyn Bobes, poeta e romanziera cubana
- Dušan Bogdanović, chitarrista e compositore serbo
- Bonnie Arnold, produttrice cinematografica statunitense
- Grady Booch, informatico statunitense
- Philippe Borer, violinista e insegnante svizzero († 2023)
- João Paulo Borges Coelho, storico e scrittore mozambicano
- Machiel Botman, fotografo olandese
- Siri Brott, ex sciatrice alpina norvegese
- Gloria Bruni, cantante lirica, violinista e compositrice tedesca
- Yunus Çengel, fisico turco
- Fatma Charfi, artista tunisina († 2018)
- Jeremiah S. Chechik, regista canadese
- Chen Zhen, artista cinese († 2000)
- Antonietta Cherillo, calciatrice italiana († 1978)
- Aldo Cibic, designer e architetto italiano
- Patrice Ciprelli, ex sciatore alpino francese
- Olivia Clavel, artista e fumettista francese
- Leonardo Clerici, editore italiano
- Charlie Cole, fotografo statunitense († 2019)
- Barbara Constantine, scrittrice e sceneggiatrice francese
- Enzo Conti, musicista italiano
- Beppe Cottafavi, scrittore, curatore editoriale e umorista italiano
- Peter Cousens, attore e direttore artistico australiano
- David Crane, autore di videogiochi e imprenditore statunitense
- Diego Cuoghi, architetto e storico dell'arte italiano
- Adam Curtis, regista inglese
- Giovanni D'Alessandro, scrittore italiano
- Marcelo D'Andrea, attore argentino
- Nuccio D'Angelo, chitarrista e compositore italiano
- Gianni Dessì, pittore, scultore e scenografo italiano
- Jean Devillers-Terschuren, botanico francese
- Mazlum Doğan, politico curdo († 1982)
- Abdirahman Duale Beyle, politico somalo
- Camille Dumoulié, insegnante e saggista francese
- Sanal Edamaruku, giornalista e editore indiano
- Doris Egan, sceneggiatrice e produttrice televisiva statunitense
- Derek Elley, critico cinematografico e scrittore statunitense
- Matteo Emery, artista svizzero
- Nader Engheta, fisico iraniano
- Lazaro Expósito Canto, politico cubano
- Fulvio Ferrari, germanista, critico letterario e traduttore italiano
- Luigi Ferrario, architetto italiano
- David Finkel, giornalista statunitense
- Fabienne Fléchet, ex sciatrice alpina francese
- Giuseppe Frazzetto, storico dell'arte e critico d'arte italiano
- Nicholas Farrell, attore britannico
- Tod Frye, programmatore e autore di videogiochi statunitense
- Christopher Fulford, attore britannico
- Ron Fuller, ex sciatore alpino statunitense
- Noel Galea Bason, medaglista e scultore maltese
- Gianni Gambi, pianista e clavicembalista italiano († 1991)
- Gao Qinrong, giornalista cinese
- Atanas Garabski, calciatore bulgaro († 1996)
- Andrew R. George, assiriologo britannico
- Michael Gerard Bauer, scrittore australiano
- Ahmed Abdul-Ghafur, politico iracheno († 2024)
- Paolo Gianolio, chitarrista, arrangiatore e produttore discografico italiano
- Sylvie Granger, storica francese († 2022)
- Diane Greene, informatica e dirigente d'azienda statunitense
- Avner Greif, economista israeliano
- Steve Grote, ex cestista statunitense
- Alberto Guarnieri, giornalista e scrittore italiano
- Peter Gudmundson, docente svedese
- Stein Ivar Halsnes, ex sciatore alpino norvegese
- Daniel P. Hanley, montatore statunitense
- Selma Harrington, architetta e designer irlandese
- Gary Hartstein, medico statunitense
- Michel Haïssaguerre, medico francese
- David Holmgren, ecologo, agronomo e educatore australiano
- Isabel Hoving, scrittrice olandese
- William Hoy, montatore statunitense
- Rob Hubbard, compositore britannico
- Shigeru Inoda, astronomo giapponese († 2008)
- Steve James, regista, sceneggiatore e montatore statunitense
- Tom Jennings, informatico e attivista statunitense
- Miroljub Jevtić, politologo serbo
- Lucy Jones, sismologa, geofisica e divulgatrice scientifica statunitense
- Gauri Shankar Kalita, giornalista indiano († 2010)
- Hermann Kaufmann, architetto austriaco
- Labd Khalifa, ex calciatore marocchino
- Bernd Koch, astronomo tedesco
- Takuo Kojima, astronomo giapponese
- Chris Kraus, scrittrice, sceneggiatrice e regista statunitense
- Udo Kroschwald, attore tedesco
- Apollinaire Joachim Kyélem de Tambèla, politico e avvocato burkinabé
- Gil Lagardère, attore pornografico francese
- Tamirat Layne, politico etiope
- Tommaso Leddi, compositore, musicista e polistrumentista italiano
- Aldo Leschorn, ex cestista dominicano
- Liu Zhenmin, politico e diplomatico cinese
- Julio Llamazares, poeta, scrittore e giornalista spagnolo
- Marcello Lo Giudice, pittore italiano
- Arcadio Lobato, illustratore e fumettista spagnolo
- Elisabetta Lodoli, regista e sceneggiatrice italiana
- Peter Longerich, storico tedesco
- Antonio Loprieno, egittologo italiano
- Beppino Lorenzet, scultore italiano
- Abdelfattah Louarak, generale marocchino
- Christian B. Luginbuhl, astronomo statunitense
- Eric Lévi, musicista e compositore francese
- Ángel López Jiménez, astronomo spagnolo
- Cheikh Lô, musicista senegalese
- Adan Mohamed Nuur Madobe, politico somalo
- Alessandro Magini, musicista, compositore e musicologo italiano
- Antonino Magrì, poeta italiano
- Moudou Kouta, allenatore di calcio e ex calciatore ciadiano
- Christopher Maher, attore egiziano
- John Mahon, percussionista statunitense
- Grant Major, scenografo neozelandese
- Claudio Massini, pittore italiano
- Matteo D'Amico, compositore italiano
- Jamie McKendrick, poeta e traduttore inglese
- Abigail McKern, attrice britannica
- João Melo, scrittore, giornalista e pubblicista angolano
- Giorgio Messori, scrittore italiano († 2006)
- Takashi Mizuno, astronomo giapponese
- Tom Mockridge, dirigente d'azienda, imprenditore e giornalista neozelandese
- Adonella Modestini, ex modella italiana
- Chandra Talpade Mohanty, sociologa indiana
- Cecilia Montiel, scenografa peruviana
- Peter Moore, dirigente d'azienda e imprenditore britannico
- Filomena Morlando, insegnante italiana († 1980)
- Karen Morrison, modella statunitense
- Lars Ulrik Mortensen, clavicembalista e direttore d'orchestra danese
- Linda Mvusi, attrice sudafricana
- Joseph Mydell, attore statunitense
- Hiroshi Nakamura, astronomo giapponese
- Mario Nanni, artista italiano
- Melvin Nash, ex nuotatore statunitense
- Giancarlo Neri, scultore e artista italiano
- Virginia Nicholson, scrittrice britannica
- Renzo Nucara, artista italiano
- Juan Carlos Ocampo, ex calciatore uruguaiano
- Abdisalam Omer, economista e politico somalo
- Anne-Marie Owens, mezzosoprano inglese
- Muzaffer Özdemir, attore e ingegnere turco
- Jarmila Očkayová, scrittrice e traduttrice slovacca
- Eugenio Palermiti, criminale italiano
- Dolores Payás, regista, sceneggiatrice e scrittrice spagnola
- Iain Pears, storico dell'arte e scrittore inglese
- Plinio Perilli, poeta e critico letterario italiano
- Nicholas Pike, compositore inglese
- Pino Antonelli, fumettista e fotografo italiano († 2017)
- Angelo Pitrone, fotografo italiano
- Jaume Plensa, scultore spagnolo
- Mohommed Rayyan, militare e aviatore iracheno († 1986)
- Luis Rey, artista e illustratore spagnolo
- Ri Yong-gil, generale e politico nordcoreano
- Jan Ripple, triatleta statunitense
- Robin Robertson, poeta scozzese
- Luca Ronchi, produttore televisivo e regista cinematografico italiano
- Ivy Ross, dirigente d'azienda, designer e gioielliera statunitense
- Gordon Rugg, informatico britannico
- Carl Safina, biologo statunitense
- Giuseppe Salvatori, pittore italiano
- Laurie Samuelson, triatleta statunitense
- Priya Sarukkai Chabria, poetessa e scrittrice indiana
- Roberto Sbaratto, attore italiano
- Glen Scantlebury, montatore statunitense
- Andrew Murray Scott, romanziere e poeta scozzese
- Giorgio Seragnoli, imprenditore italiano
- Brett Shapiro, giornalista e scrittore statunitense
- Carol Shaw, autrice di videogiochi statunitense
- Salvatore Siena, medico italiano
- Ian Simpson, architetto britannico
- Seidai Miyasaka, astronomo giapponese
- Al Smith, ex cestista statunitense
- Piero Stabellini, fumettista e scrittore italiano
- Duncan Steel, astronomo britannico
- Valerie Steele, scrittrice, storica e museologa statunitense
- Rapoon, compositore e musicista inglese
- Ramadan Suleman, regista e sceneggiatore sudafricano
- Sun Yafang, ingegnere e dirigente d'azienda cinese
- William Sweet, filosofo canadese
- David James Tholen, astronomo statunitense
- Patrícya Travassos, attrice, sceneggiatrice e autrice televisiva brasiliana
- Raffaele Trevisani, flautista italiano
- Domenico Trimboli, mafioso italiano
- Luca Trugenberger, scrittore italiano
- François Turner, poeta e traduttore francese
- Andreja Urh, ex sciatrice alpina slovena
- Roberto Valverde, batterista colombiano
- Costas Varotsos, scultore greco
- Dirk Verhofstadt, filosofo fiammingo
- Agnès Vivet-Gros, ex sciatrice alpina francese
- Chris Walas, regista, truccatore e effettista statunitense
- Wang Deming, artista marziale e attore cinese
- Wang Ning, generale e politico cinese
- Fu Wenjun, artista cinese
- Edward Winter, giornalista e scrittore britannico
- Ilan Wolff, fotografo israeliano
- Alan Wurzburger, cantautore italiano († 2023)
- Mike Wyatt, allenatore di football americano statunitense († 2010)
- Brad H. Young, biblista statunitense
- Zhang Yitang, matematico cinese
- Jean-Jacques Zilbermann, regista e sceneggiatore francese
- Zaira Zoccheddu, attrice italiana
- Riyad al-Maliki, politico palestinese
- Fahd bin Salman Al Sa'ud, politico e imprenditore saudita († 2001)
- Yazid bin Sa'ud Al Sa'ud, principe e funzionario saudita († 2023)